# Leetonia (Ohio)
Leetonia es una villa ubicada en el condado de Columbiana en el estado estadounidense de Ohio. En el Censo de 2010 tenía una población de 1959 habitantes y una densidad poblacional de 333,2 personas por km².

## Geografía
Leetonia se encuentra ubicada en las coordenadas 40°52′44″N 80°45′47″O / 40.87889, -80.76306. Según la Oficina del Censo de los Estados Unidos, Leetonia tiene una superficie total de 5.88 km², de la cual 5.86 km² corresponden a tierra firme y (0.31%) 0.02 km² es agua.

## Demografía
Según el censo de 2010, había 1959 personas residiendo en Leetonia. La densidad de población era de 333,2 hab./km². De los 1959 habitantes, Leetonia estaba compuesto por el 97.75% blancos, el 0.2% eran afroamericanos, el 0.15% eran amerindios, el 0.26% eran asiáticos, el 0.05% eran isleños del Pacífico, el 0.1% eran de otras razas y el 1.48% pertenecían a dos o más razas. Del total de la población el 0.77% eran hispanos o latinos de cualquier raza.